# Силмарилион
„Силмарилион“ (на английски: The Silmarillion) е най-известната посмъртно издадена творба на бележития британски фентъзи писател Джон Роналд Руел Толкин, предала в пълен блясък неговото богато и живописно въображение. Публикувана за пръв път през 1977 г. тя разказва за началото на историческото развитие на известната толкинова Средна земя. Творбата предава една концепция на писателя за сътворението и първоначалното развитие на света, съградена на принципите на митологично-фолклорната култура на северните народи.
Като всеки разказ за сътворението и този на Толкин започва с предначалната епоха – времето преди познатият ни свят да съществува. В това времепространство бил разположен един свръхбог на име Еру или още – Илуватар. Той създава чрез мисълта си цял род божества и полубожества, които на свой ред със своята музика създават Земята, наречена от Толкин Арда. „Силмарилион“ разглежда събитията в тази пра-земя през Първата епоха на света. Повечето от разказите представляват легенди, обвързани от сюжетната линия за борбата добро-зло, представена тук от конфликта между осем отбрани божества слезли в нашия свят – Айнурите, и отцепилото се от тях божество на име Мелкор (по-късно наречен Моргот), който се опитва да завладее Арда. Разказите са много на брой, съдържат в себе си редица митологеми, и са пропити от впечатляващия реализъм на толкиновото въображение, което е съградило цял един свят – от географски обекти и няколко изкуствено създадени езика на различните народи населяващи Средната земя, до няколко вида писмености, множество поеми и стихотворения от измисленото творчество на тези народи и дори подробни родословни дървета на различни управляващи династии.
„Силмарилион“ се състои от пет части:
1. Айнулиндале – Разказът за сътворението на Света чрез Музиката на Айнурите, от където идва и Куенийското название „Айнулиндале“ – „Музика на Айнурите“.
2. Валакуента – „Разказ за Силите“ – в него подробно е описан всеки един от Валарите, както и някои от по-важните Маяри.
3. Куента Силмарилион – историята и събитията преди и по време на Първата епоха.
4. Акалабет – история на Втората епоха.
5. За всевластните пръстени и Третата епоха – синтезиран разказ на историята и предисторията на „Властелинът на пръстените“.

Най-ранните разработки по теми от „Силмарилион“ ни връщат назад към 1917 г., когато Толкин, като британски офицер във Франция по време на Първата световна война, лежи във военна болница страдащ от тиф. По това време той нарича своята зараждаща се история „Книга на изгубените предания“. След войната многократно се опитва да публикува книгата, но тя е отхвърлена под предлог че е с твърде детска насоченост и едва ли ще има успех сред зрялата аудитория.
Около 1933 г. Толкин за пръв път подхваща историята за едно малко същество наречено Билбо Торбинс. То е хòбит – странно малко създание, живеещо в не по-малко странна страна. „Хобитът“, книгата за Билбо, той завършва през 1936 г. Увлекателния детско-юношески роман се радва на неочакван успех. Издателите „Джордж Алън и Ънуин“ веднага поискват от професора продължение на чудната история, останала с така приятно „отворен финал“. Толкин веднага се заема с поставената задача. През следващите четири години Роналд (наричан така от приятелите си) се отдава почти изцяло на това продължение, което започва да натрупва все повече и повече обем под влияние на събираните през годините идеи около „Книгата на изгубените предания“. Сега той вижда възможност да даде на мечтата си истински живот. Възползвайки се от успеха на „Хобит“ той предлага на издателството си да публикува неговата епична книга, но през 1937 г. от издателството, макар и не напълно отказват да я публикуват. Стенли Ънуин просто заявява, че е неподходяща за продължение на „Хобит“. Толкин така и не предлага втори път тази книга на „Алън и Ънуин“ с презумпцията, че щом веднъж са „отказали“, ще откажат отново. Роналд желае да публикува своите ранни съчинения заедно с новата си книга, тъй като тя в голяма степен се откъсва от „Хобит“ и съдържа множество реминисценции именно от онези творби на писателя. Ала над всичко Толкин копнеел да намери публика за старата си творба, тъй че когато Милтън Уолдман от издателска къща „Колинс“ показал интереса си към двете книги – старата и новата, Роналд бил твърде склонен да изостави „Алън и Ънуин“.
С Уолдман Толкин се запознава по време на срещите на Инклингите. Когато научил, че професорът е завършил пространно продължение на твърде успешната книга „Хòбит: Билбо Бегинс или дотам и обратно“, той проявил голям интерес и към края на 1949 г. Роналд му изпраща грамаден ръкопис, ала не на новата си книга, продължението на „Хобит“, а на обичната си книга с изгубени предания – „Силмарилион“. Ранната митологична творба, започната през 1917 г., като „Книга за изгубените предания“, била все още недовършена, но Толкин възобновил работата си върху нея към края на своето продължение на „Хòбит: Билбо Бегинс или дотам и обратно“, тъй че била в достатъчно подреден вид за четене. Тази творба била нещо ново, различно – странна история за елфи, зли сили и героизъм, изпълнена с митологични реминисценции и архаизми. Част от книгата била напечатана, ала повечето от творбата представлявала красиво извезан ръкопис. Уолдман е впечатлен и изказва желание да отпечата „Силмарилион“, ако разбира се Толкин го довърши. Така той печели одобрението на Роналд и скоро получава ръкопис от прословутото Продължение. В началото на януари 1950 г., почти приключил с четивото си, Уолдман отново е изумен, макар и притеснен от дължината на книгата. Ала въпреки това той бил убеден, че „Колинс“ ще я публикуват, тъй като имали тази възможност. След войната повечето от издателствата, включително „Алън и Ънуин“ били в „хартиена криза“. Но „Колинс“ били и производители на канцеларски хартиени материали, като бележници и др., така че разполагали с нужните консумативи. Промишлената продуктивност на толкиновия талант накарала управителя на издателството, Уилям Колинс, да заяви, че би бил изключително щастлив да публикува каквато и да е приказна история от автора на „Хобит“. Междувременно Толкин засилил недоволството си от „Алън и Ънуин“, тъй като първата препечатка на „Хобит“ след войната била лишена от цветните си приложения, поради недостиг на материали. Освен това вярвал, че от „Колинс“ ще се справят по-добре с продажбите на книгите му. И така всичко клоняло към партньорство на Роналд с „Колинс“. Ала морални ангажименти към Стенли Ънуин и вторият му син възпират Толкин от сключването на договор с „Колинс“.
Толкин така и не довършва работата си по ръкописите и работните варианти на разказите от „Силмарилион“. Той възприемал книгата като най-важната своя творба, виждайки в нея не само истории относно генезиса на Средната земя, но и цялото ядро на своята митология. През следващите няколко десетилетия той не прекъсва за твърде дълго неуморната си работа, преглеждайки и преработвайки своите идеи до смъртта си през 1973 г.
Разказите от Силмарилион са главно вдъхновение на Толкин за повечето от неговите творби. По същество те представляват изкуствено създадени древни саги по един крайно изменен модел на исландските. „Силмарилион“ е публикувана посмъртно от най-малкия му син (и най-известен редактор на посмъртно издадените му творби) Кристофър Толкин, въз основа на множеството разпръснати, а често и нечетливи записки на писателя. Отделните разкази не винаги са свързани с преки междутекстови връзки, което поражда и значителната обърканост и архаичност на изказа.